# آی پارا
آی پارا فیلمی به کارگردانی محرم زینال زاده و نویسندگی علی تیموری، عبدالرضا منجزی ساختهٔ سال ۱۳۷۷ است. 

## خلاصه داستان
قدیر رزمنده ای است که برای انجام مأموریتی بعد بیست سال به روستای زادگاهش آمده‌است، دشمن روستا را کاملاً تخریب کرده‌است. قدیر قصد دارد به کمک پیرمردی محلی با نیروهای محلی کُرد تماس یابد تا او را برای رساندن اطلاعات به فرماندهان جنگی و ادامه عملیات شناسایی کمک کنند اما نیروهای دشمن قدیر را شناسایی کرده‌اند و به دنبال فیلم‌های شناسایی هستند و بالاخره نیروهای دشمن او و پیرمرد را محاصره می‌کند، پیرمرد کشته می‌شود. قدیر به کمک خورشیدخان سرکرده نیروهای کُرد نجات می‌یابد. آنها قدیر و همرزمانش را در انجام عملیات گسترده‌ای در کوهستان کمک می‌کنند که در نهایت به کشته شدن خورشیدخان می‌انجامد و او دخترش را به قدیر می‌سپارد.

## بازیگران
- چنگیز وثوقی
- مهشید افشارزاده
- جمشید شاه‌محمدی
- خسرو دستگیر
- ابراهیم تنهایی
- کیوان مظاهری
- جعفر عباسپور
- حمید عمرانی
- احمد نقده
- جمال ذوالقدر
- سیدشمس‌الدین مولوی
- ایوب پورتقی قوشچی
- افشین پورتقی قوشچی
- جعفر میکائیلی
- علی برجی
- هاشم دیدنظری
- فریدون جعفری
- علی اسدی
- محمدعلی شاهین
- حمدالله صبح‌خیز
- رستم همتی
- بهروز پروانه‌ای
- اسفندیار داداشی
- شاهرخ جمیانی
- حبیب قصاب سوگلی
- قنبر اصغری
- عباس نیکزاد
- فرامرز مدرسی
- شمس علی حیدرزاده
- سعید خراسانی‌کیا
- محمدعلی دباغ‌زاده
- حسن رضایی
- عین‌الله صادقی
- ابراهیم آهن‌پنجه
- بابک گل‌میرزایی
- اصغر زهگیر
- یعقوب واحدپناه
- عوض ملامحمدی
- نصرالله ابراهیمی
- علی قلیان
- کریم بدلی‌آذر
- سمیه باغبان
- اعظم عبدلی
- لیلا جمال‌زاده
- رحیمه ابراهیمی
- شهلا فیضی
- سمیه رادمنش
- مریم مهمانوازی
- پروانه اصغری
- مریم ایزدی‌فر
- اسماعیل خلیل‌لو
- علیرضا امانی
- نجف شیخلو
- اکبر فاخری
- وحید مجیدی
- سحر قدرتی‌زاده
- الهه پورسلیم
- الیاس پروانه‌ای
- مرتضی رضایی
- سلیمان حضرتی
- عیسی عبدالعلی‌پور